# Open Geospatial Consortium
Open Geospatial Consortium, Inc. (OGC) is een internationale organisatie zonder winstoogmerk, bestaande uit bedrijven, overheidsinstellingen en universiteiten, die de leiding heeft in de ontwikkeling van interoperabele standaarden voor georuimtelijke en plaatsgebonden diensten.
De belangrijkste OGC standaarden zijn:
- CS-W - Catalog Service Web
- GML - Geography Markup Language
- KML - Keyhole Markup Language[1]
- SFS - Simple Features - SQL
- WMS - Web Map Service
- WMTS - Web Map Tile Service
- WFS - Web Feature Service
- WCS - Web Coverage Service